# Coccoloba gracilis
Coccoloba gracilis Kunth – gatunek rośliny z rodziny rdestowatych (Polygonaceae Juss.). Występuje naturalnie w Peru. 

## Morfologia
PokrójWiecznie zielone drzewo lub krzew. Dorasta do 3–6 m wysokości.
LiścieBlaszka liściowa jest skórzasta i ma eliptyczny lub podłużnie eliptyczny kształt. Mierzy 5–7 cm długości oraz 2–4 cm szerokości, jest całobrzega, o rozwartej nasadzie i tępym wierzchołku.

## Biologia i ekologia
Rośnie w lasach, na terenach nizinnych. 